# Emili Huguet i Figueras
Emili Huguet i Figueras (Ivars d'Urgell, 2 de gener de 1921 - Caracas, 7 de setembre de 2003) fou un futbolista català de la dècada de 1940.
Extrem esquerre, començà a destacar a la UE Tàrrega, per passar acabada la Guerra al Girona FC i el 1940 al Reial Múrcia de primera divisió. Fou l'autor del primer gol murcià a Primera, el 13 d'octubre de 1940 en un Espanyol, 2 - Múrcia, 1. L'equip descendí a Segona i la temporada següent disputà la promoció d'ascens/descens a Primera davant el FC Barcelona. Un gol seu descendí el Barça a Segona durant quatre minuts, però finalment, els blaugrana aconseguiren mantenir la categoria. El 1942, amb 21 anys, fitxà pel RCD Espanyol, club on disputà 13 partits de lliga, 5 de copa i marcà 3 gols.
A continuació jugà al Gimnàstic de Tarragona i el 1945 retornà al Múrcia, que tornava a jugar a primera divisió. Jugà amb l'FC Barcelona Amateur dos partits (1945 i 1947) i el Girona FC tres temporades assolint l'ascens a Segona la temporada 1947-48, amb una davantera històrica formada per Franch, Grabuleda, Medina, Camps i Huguet. Després de jugar a La Bisbal i Palamós fou fitxat pel Reial Saragossa el febrer de 1950, per jugar a Segona. La temporada següent jugà a la UD Melilla, també a Segona, on el 26 de gener de 1951 va patir un accident d'automòbil a Loja (Granada), on van morir dos jugadors i el massatgista del club, salvant la vida Huguet.
Amb 30 anys retornà a terres gironines a la UD Cassà, fins que el 1952 marxà a jugar a Veneçuela. A Veneçuela jugà al Deportivo Español de Caracas i al Loyola SC. Continuà al país americà com a entrenador, entrenant el Catalonia de Caracas, o el Deportivo Portugués, on fou campió l'any 1962.